# Li Lisan

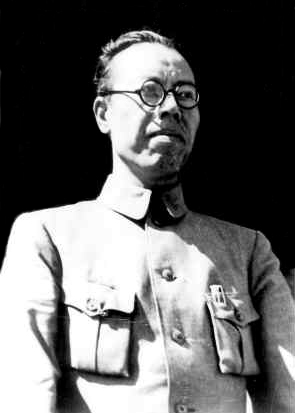
Li Lisan, Aufnahme aus dem Jahr 1946

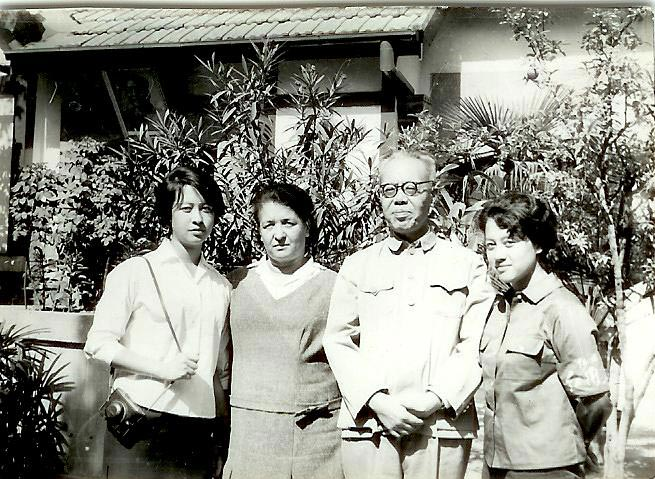
Li Lisan mit seiner Familie im Jahre 1966

Li Lisan (chinesisch (李立三, Pinyin Lǐ Lìsān); * 18. November 1899 in Liling als Li Longzhi (李隆郅); † 22. Juni 1967 in Peking) war ein chinesischer Politiker, der die Kommunistische Partei Chinas zwischen 1928 und 1930 führte.
Li wurde als Sohn eines verarmten konfuzianistischen Dorflehrers in Liling (Provinz Hunan) geboren. Er erhielt in Changsha eine moderne Ausbildung, im Zuge derer er unter anderem Mao Zedong und Cai Hesen kennenlernte; er schämte sich damals vor Mao, weil letzterer viel mehr Bildung hatte als er selbst. Wie viele seiner Landsleute war er um Chinas Zukunft besorgt – es befand sich nach dem Sturz der Qing-Dynastie und aufgrund der Bedrohung seiner Souveränität durch ausländische Mächte in einer tiefen sozialien und politischen Krise. Im Jahre 1919 ging er mit finanzieller Unterstützung durch den Kriegsherren Cheng Qian im Rahmen eines Arbeiter-Studenten-Programmes nach Frankreich. Dort arbeitete er als Helfer eines Kesselmachers und kam in Kontakt mit sozialistischer sowie kommunistischer Ideologie und organisierte unter anderem mit Zhao Shiyan und Li Bojian eine sozialistische Studiengruppe. Im Jahre 1921 gehörte er neben Zhou Enlai, Cai Hesen und Chen Yi zu den Mitbegründern der Kommunistische Jugendliga, einer Vorläuferorganisation der Kommunistischen Partei Chinas. Im gleichen Jahr wurde er wegen revolutionärer Tätigkeiten aus Frankreich ausgewiesen und kehrte nach China zurück.
In China trat er der kurz zuvor gegründeten Kommunistische Partei Chinas bei und engagierte sich in den von Zhang Guotao geführten Gewerkschaften. Er war ein guter Redner und hatte Organisationstalent. Gemeinsam mit Liu Shaoqi organisierte er die mächtigen Streiks in den Kohleminen von Anyuan im Jahre 1922, wobei er zahlreiche neue Parteimitglieder anwarb. Im Jahre 1924 führten die von Li organisierten Streiks zu einer vorübergehenden Stilllegung der Minen. Auch die Demonstrationen in Shanghai am 30. Mai 1925, die zum Schusswaffeneinsatz durch die englische Polizei, mehreren Todesopfern und zur Bewegung des 30. Mai führte, wurden von Li Lisan organisiert. Im Jahre 1926 verbrachte er den Großteil seiner Zeit mit der Gewerkschaftsarbeit in Hubei. Im Jahre 1927 wurde er auf dem 5. Parteitag in das Zentralkomitee der Partei gewählt. Nach dem Bruch der Ersten Einheitsfront nahm er am Nanchang-Aufstand teil und floh nach dessen Scheitern nach Hongkong. Im Dezember 1927 wurde er Nachfolger des beim Guangzhou-Aufstand ums Leben gekommenen Zhang Tailei in der Funktion als Vorsitzender des Parteikomitees für Guangdong. Auf dem VI. Parteitag, der aus Sicherheitsgründen im Juni 1928 in Moskau stattfand, wurde Li wieder in das Politbüro der Kommunistischen Partei gewählt und dominierte die Parteipolitik, wenngleich Xiang Zhongfa den Posten des Generalsekretärs innehatte. In der Folge leitete er die Propagandaabteilung und organisierte die Partei – entgegen der Lehre Lenins – in Aktionskomitees um. Darüber hinaus versuchte er, seinen Einfluss in der Partei und im mittlerweile gegründeten Jiangxi-Sowjet mit Hilfe seiner guten Beziehungen zur Komintern zu festigen.
Als im Jahre 1929 die Weltwirtschaftskrise herrschte, glaubte Li Lisan an einen baldigen Sieg der kommunistischen Revolution. Er versuchte durchzusetzen, dass sich die KP – sie hatte sich vor dem Druck der Kuomintang aus den Städten zurückgezogen – wieder auf die Eroberung urbaner Zentren konzentrierte. Gemäß marxistischer Lehre war Li der Meinung, dass die proletarische Revolution nur von Arbeitern in den Städten durchgeführt werden könne. Außerdem kam von der Komintern Kritik an der Kommunistischen Partei, weil sie angeblich zu passiv sei. Im Juni 1930 setzte er im Politbüro der KP eine Resolution durch, die Aufstände in einigen Städten und Angriffe der Roten Armee auf einige andere Städte forderte – die Li-Lisan-Linie. All diese Feldzüge führten zu schweren Niederlagen, weil die Rote Armee zu klein und zu schlecht ausgerüstet war. Die militärische Führung der Roten Armee – allen voran Zhu De und Mao Zedong – führten diese Befehle nur widerwillig aus und zogen die Truppen rechtzeitig zurück, um sie vor der vollständigen Vernichtung zu bewahren.
Ende 1930 kam die Li-Lisan-Linie deshalb wegen Abenteurertum und Revolutions-Dogmatismus in die Kritik. Im November 1930, nach der Ankunft von Pawel Mif in Shanghai und der Rückkehr von Zhou Enlai und Qu Qiubai nach China, verlor Li alle Posten in der Parteiführung und in der chinesischen Sowjetrepublik, während Wang Ming die Macht in der Partei und Mao Zedong im Militär vorübergehend übernahmen. Man konzentrierte sich nun vor allem auf die Sicherung der kommunistischen Basisgebiete.
Li wurde von der Komintern in die Sowjetunion geholt, für die Niederlagen der KP in China verantwortlich gemacht und bestraft. Er blieb dort bis 1946. Nach seiner Rückkehr nach China – bereits im Vorjahr war er wieder in das Zentralkomitee gewählt worden – arbeitete er zuerst in der Mandschurei, nach Gründung der Volksrepublik China war er stellvertretender Vorsitzender des allchinesischen Gewerkschaftsbundes und Arbeitsminister. Aus dieser Position wurde er 1951 abgesetzt, weil er eine größere Unabhängigkeit der Gewerkschaften von der Partei befürwortete. In der Kulturrevolution war Li Schikanen der Roten Garden ausgesetzt und wurde gefoltert. Er starb im Jahre 1967 unter ungeklärten Umständen, möglicherweise beging er Selbstmord. Im Jahre 1980 wurde er rehabilitiert.